# Schulzia
Schulzia là chi thực vật có hoa trong họ Apiaceae.